# Gare de Laguépie
Gare de Laguépie vasútállomás Franciaországban, Laguépie településen.

## Vasútvonalak
Az állomást az alábbi vasútvonalak érintik:
- Brive-la-Gaillarde–Toulouse-vasútvonal

## Kapcsolódó állomások
A vasútállomáshoz az alábbi állomások vannak a legközelebb:
- Gare de Lexos
- Gare de Najac